# Heraclius
Heraclius (tiếng Hy Lạp cổ: Ἡράκλειος, đã Latinh hoá: Hērákleios; k. 575 – 11 tháng 2 năm 641) là Hoàng đế Đông La Mã từ năm 610 đến 641. Con đường lên ngôi của Heraclius bắt đầu từ năm 608, khi ông cùng với cha mình, Heraclius Cả — tổng trấn xứ Africa — phát động cuộc khởi nghĩa lật đổ Hoàng đế Phocas, vị vua ngày càng mất lòng dân.
Triều đại của Heraclius gắn liền với những cuộc chiến tranh quy mô lớn. Khi lên ngôi, ông đối mặt với mối đe dọa từ nhiều mặt trận. Mối đe dọa đầu tiên là cuộc chiến chống lại Đế quốc Sassanid trong cuộc chiến Đông La Mã – Ba Tư (602–628), khởi nguồn từ thời Phocas trị vì. Những cuộc đụng độ đầu tiên kết thúc với thất bại nặng nề cho phía Đông La Mã, tạo điều kiện để quân Ba Tư tiến đến eo biển Bosphorus, đe dọa trực tiếp kinh thành Constantinopolis. Tuy nhiên, nhờ hệ thống phòng thủ kiên cố và lực lượng hải quân hùng hậu, thành phố vẫn đứng vững, giúp Heraclius tránh khỏi nguy cơ sụp đổ. Sau giai đoạn phòng ngự, Heraclius tiến hành cải tổ quân đội, tái tổ chức lực lượng vũ trang và mở chiến dịch phản công. Từ năm 622, ông liên tục tấn công sâu vào lãnh thổ Ba Tư, đạt đỉnh cao với chiến thắng quyết định trong trận Nineveh năm 627. Kết quả, Hoàng đế Ba Tư Khosrau II bị lật đổ và sát hại bởi chính con trai mình Kavadh II. Người này sau đó chấp nhận ký hòa ước với Đông La Mã, trả lại toàn bộ lãnh thổ đã chiếm đóng, khôi phục tạm thời thế cân bằng giữa hai đế quốc vốn đã đối đầu suốt nhiều thế kỷ.
Tuy nhiên, những thành quả của Heraclius không kéo dài lâu. Chỉ vài năm sau, Đông La Mã phải đối mặt với một mối đe dọa mới: Đế quốc Rashidun của người Hồi giáo. Các đạo quân Hồi giáo từ bán đảo Ả Rập nhanh chóng đánh bại Ba Tư và chuyển hướng tấn công sang lãnh thổ Đông La Mã. Năm 636, họ tiến vào Syria và giành chiến thắng quyết định trước quân Đông La Mã do em trai của Heraclius là Theodorus, chỉ huy. Trong những năm tiếp theo, Lưỡng Hà, Armenia và Ai Cập lần lượt rơi vào tay quân Rashidun. Trước tình thế hiểm nghèo, Heraclius tiến hành cải cách quân sự, tập trung củng cố khả năng phòng thủ của đế quốc. Những biện pháp này không chỉ giúp Đông La Mã chống đỡ làn sóng chinh phục của người Ả Rập trong ngắn hạn, mà còn đặt nền tảng để các hoàng đế kế nhiệm tiếp tục kháng cự, bảo vệ đế quốc khỏi họa diệt vong.
Về mặt đối ngoại, Heraclius thiết lập quan hệ với người Croatia và người Serbia ở Balkan. Về mặt đối nội, Heraclius cố gắng giải quyết những tranh chấp thần học dai dẳng giữa giáo lý Chính thống giáo và phái Nhất tính luận bằng cách đề xuất một giáo lý dung hòa mang tên Nhất chí luận, thậm chí còn muốn đoàn kết cả Giáo hội phương Đông vào một thể thống nhất. Tuy nhiên, sáng kiến này không đạt được sự đồng thuận và cuối cùng thất bại.

## Thân thế
Heraclius là con trai trưởng của Heraclius Cả, người mà phần lớn các sử gia cho rằng có nguồn gốc Armenia. Mẹ ông, Epiphania, được cho là xuất thân từ vùng Cappadocia. Nhà sử học Walter Kaegi nhận định rằng khả năng Heraclius mang dòng máu Armenia là khá cao, đồng thời suy đoán ông có thể đã thông thạo cả tiếng Armenia và tiếng Hy Lạp từ nhỏ, dù điều này vẫn chưa được xác thực. Theo nhà sử học Sebeos vào thế kỷ VII, Heraclius có quan hệ huyết thống với vương triều Arsacid của Armenia. Học giả Elizabeth Redgate cũng đồng tình rằng giả thuyết về nguồn gốc Armenia của ông có cơ sở.
Tuy nhiên, nhà sử học Anthony Kaldellis bác bỏ quan điểm này, cho rằng không có bất kỳ nguồn sử liệu sơ cấp nào khẳng định Heraclius Cả là người Armenia. Theo ông, nhận định này bắt nguồn từ cách hiểu sai tác phẩm của Theophylact Simocatta. Kaldellis dẫn chứng một bức thư của tướng Priscus—người kế nhiệm Heraclius Cả—trong đó yêu cầu ông "rời quân đội và trở về thành phố của mình ở Armenia". Theo Kaldellis, câu này không nói về quê hương của Heraclius Cả mà chỉ đơn thuần đề cập đến tổng hành dinh quân sự của ông tại Armenia. Nhìn chung, nguồn gốc của Heraclius vẫn còn là một vấn đề gây tranh cãi. Heraclius Cả vốn là một tướng lĩnh phục vụ dưới triều Hoàng đế Mauricius. Năm 590, ông tham gia cuộc chiến chống lại Shah Bahram Chobin, kẻ tiếm ngôi của Đế quốc Sassanid. Sau chiến thắng, Mauricius phong ông làm tổng trấn (Exarch) của Africa, đặt nền móng cho gia tộc Heraclius trong chính trường Đông La Mã.

## Thời trẻ

### Khởi nghĩa chống Phocas và lên ngôi

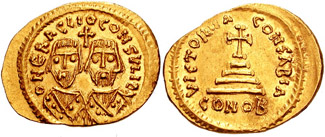
Đồng solidus vàng khắc hình Heraclius và cha ông trong y phục quan chấp chính, được đúc trong thời kỳ khởi nghĩa chống Phocas

Năm 608, Heraclius Cả công khai nổi dậy chống lại Hoàng đế Phocas, kẻ đã lật đổ Mauricius sáu năm trước đó. Những đồng tiền do phe nổi dậy phát hành khắc họa hình ảnh cả hai cha con Heraclius trong trang phục hypatos, dù vào thời điểm đó, hai người vẫn chưa chính thức xưng đế. Trong khi đó, Nicetas, em họ của Heraclius, mở chiến dịch đánh chiếm Ai Cập theo đường bộ. Đến năm 609, ông đánh bại tướng Bonosus của Phocas và kiểm soát hoàn toàn tỉnh này. Cùng thời gian đó, Tiểu Heraclius dẫn quân tiến về phía đông bằng đường biển, băng qua hai đảo Sicilia và Síp, tiến gần Constantinopolis.
Khi đến gần kinh thành, Heraclius thiết lập liên lạc với các nhân vật có thế lực trong triều và lên kế hoạch lật đổ giới quý tộc trung thành với Phocas. Khi ông tiến vào Constantinopolis, Cấm vệ quân (Excubitor), do Priscus — con rể của Phocas — chỉ huy, đã quay sang ủng hộ phe nổi dậy. Nhờ đó, Heraclius gần như không gặp phải sự kháng cự đáng kể khi tiến vào kinh thành. Bị bắt giữ, Phocas đối diện với Heraclius. Vị tân đế mới chế nhạo: "Ngươi đã cai trị như thế này sao, tên khốn?" Phocas, dù thất thế, vẫn đáp trả: "Thế ngươi sẽ cai trị tốt hơn ư?" Câu trả lời này khiến Heraclius giận dữ đến mức chém đầu Phocas ngay lập tức. Thi thể Phocas sau đó còn bị cắt bỏ bộ phận sinh dục, một hành động nhằm báo thù cho Photius, một chính khách quyền lực trong triều, vì Phocas từng cưỡng hiếp vợ ông ta.
Ngày 5 tháng 10 năm 610, Heraclius chính thức đăng quang trong nhà nguyện Thánh Stêphanô bên trong Đại cung điện Constantinopolis. Ngay sau đó, ông kết hôn với Fabia, người sau này lấy tên Eudokia. Tuy nhiên, sau khi Eudokia qua đời năm 612, Heraclius tái hôn vào năm 613 với cháu gái của mình, Martina. Cuộc hôn nhân này bị xem là loạn luân và vấp phải sự phản đối kịch liệt trong dân chúng. Dưới triều đại của hai con trai Heraclius, Martina trở thành nhân vật trung tâm của quyền lực và những âm mưu chính trị trong triều đình. Dù bị phần lớn cư dân Constantinopolis căm ghét, Heraclius vẫn bảo vệ bà, thậm chí còn đưa Martina theo trong các chiến dịch quân sự. Khi Thượng phụ Sergius tìm cách ngăn cản và sau đó cố gắng hủy bỏ cuộc hôn nhân này, Heraclius kiên quyết từ chối.

## Chiến tranh với Ba Tư

### Bờ vực diệt vong
Khi thân chinh tại Balkan, Hoàng đế Mauricius lẫn gia quyến đều bị Phocas sát hại vào tháng 11 năm 602 sau một cuộc binh biến. Trước đó, Mauricius từng giúp Khosrau II của Đế quốc Sassanid giành lại ngôi báu, và hai người duy trì quan hệ đồng minh cho đến khi ông qua đời. Nhân cơ hội này, Khosrau II mở chiến dịch tấn công Đông La Mã nhằm tái chiếm vùng Lưỡng Hà. Tại triều đình Ba Tư xuất hiện một kẻ mạo nhận là Theodosius, con trai của Mauricius. Khosrau II nhân đó yêu cầu Đông La Mã công nhận người này là hoàng đế hợp pháp.

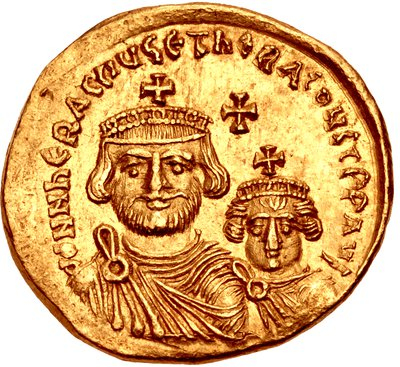
Heraclius vào khoảng năm 613–616 (38–41 tuổi) cùng con trai Herakleios Konstantinos

Chiến sự ban đầu nghiêng về phía Ba Tư, một phần do sự cai trị tàn bạo của Phocas cùng với tình trạng hỗn loạn do tranh giành quyền lực trong nội bộ Đông La Mã. Trong thời gian này, tướng Heraclius Cả cử cháu trai Nicetas tấn công Ai Cập, mở đường để con trai ông, Tiểu Heraclius, tuyên bố lên ngôi vào năm 610. Phocas, kẻ bị hầu hết các nguồn sử mô tả như một bạo chúa tiếm quyền, cuối cùng bị Heraclius lật đổ. Xuất phát từ Carthage, Heraclius dẫn hạm đội tiến về Constantinopolis, với một bức thánh tượng gắn trên mũi tàu, như một tuyên ngôn thần quyền cho chiến dịch của mình.
Lúc này, quân Ba Tư đã kiểm soát Lưỡng Hà và vùng Kavkaz. Đến năm 611, họ tràn vào Syria, tiến sâu vào Anatolia. Hai năm sau, Heraclius tổ chức một cuộc phản công quy mô lớn, nhưng thất bại thảm hại trước hai danh tướng Ba Tư Shahrbaraz và Shahin bên ngoài Antiochia, khiến phòng tuyến Đông La Mã sụp đổ hoàn toàn. Quân Sassanid tiếp tục tàn phá Tiểu Á, tiến đến Chalcedon, ngay đối diện Constantinopolis, bên kia eo biển Bosporus.
Trong suốt 10 năm sau đó, quân Ba Tư tiếp tục mở rộng cuộc chinh phục, chiếm Palestine và Ai Cập (đến giữa năm 621, toàn bộ tỉnh này đã nằm dưới sự kiểm soát của họ), đồng thời tàn phá vùng Anatolia. Nhân lúc Đông La Mã rơi vào khủng hoảng, người Avar và Slav tràn xuống vùng Balkan, đẩy đế quốc đến bờ vực diệt vong. Năm 613, quân Ba Tư chiếm Damascus với sự hỗ trợ của cộng đồng Do Thái, sau đó tiếp tục tiến vào Jerusalem năm 614. Tại đây, họ phá hủy một phần Nhà thờ Mộ Thánh và cướp đi Thập giá Đích thực, một trong những biểu tượng thiêng liêng nhất của Kitô giáo. Đến khoảng năm 617 hoặc 618, Ai Cập hoàn toàn nằm trong tay quân Sassanid. Năm 615, khi quân Ba Tư tiến đến Chalcedon, tình thế của Đông La Mã trở nên nghiêm trọng hơn bao giờ hết. Theo sử gia Sebeos, Hoàng đế Heraclius đã cân nhắc việc thoái vị, thậm chí chấp nhận biến Đông La Mã thành một chư hầu của Ba Tư và để Khosrau II chỉ định hoàng đế mới. Trong một bức thư gửi Khosrau II, Heraclius thừa nhận sự vượt trội của Đế quốc Sassanid, tự xưng là "người con trung thành, tận tụy phục vụ bệ hạ trong mọi việc", thậm chí còn gọi Khosrau II là "hoàng đế tối thượng". Tuy nhiên, Khosrau II từ chối đề nghị này và ra lệnh bắt giữ các sứ giả của Heraclius.
Trước nguy cơ Constantinopolis bị vây hãm, Heraclius cân nhắc bỏ kinh thành, dời đô sang Carthage. Tuy nhiên, Thượng phụ Sergius, một nhân vật quyền lực trong giáo hội, đã thuyết phục ông ở lại chiến đấu. Được bảo vệ sau những bức tường kiên cố của Constantinopolis, Heraclius buộc phải cầu hòa với Ba Tư, đồng ý nộp cống hàng năm với số lượng khổng lồ: một nghìn talent vàng, một nghìn talent bạc, một nghìn áo lụa, một nghìn con ngựa và một nghìn trinh nữ. Mặc dù đây là một sự nhượng bộ đau đớn, hòa ước này lại giúp Heraclius có thời gian tái thiết quân đội. Ông thi hành chính sách thắt lưng buộc bụng, cắt giảm mạnh chi tiêu phi quân sự, hạ giá tiền tệ, và với sự ủng hộ của Thượng phụ Sergius, cho nấu chảy nhiều báu vật nhà thờ để huy động nguồn tài chính cần thiết nhằm chuẩn bị cho cuộc phản công.

### Đế quốc phản công
Ngày 4 tháng 4 năm 622, Heraclius rời Constantinopolis, giao việc cai quản kinh thành cho Thượng phụ Sergius và tướng Bonus, đóng vai trò nhiếp chính cho con trai ông. Tại Tiểu Á, có lẽ ở vùng Bithynia, ông tập hợp quân đội, vực dậy tinh thần binh sĩ sau những thất bại trước đó, đồng thời phát động một cuộc phản công quy mô lớn, mang đậm tính chất thánh chiến. Một bức thánh tượng acheiropoietos của Chúa Kitô được sử dụng làm cờ hiệu chiến đấu.
Khi tiến quân về Armenia, quân Đông La Mã đánh tan một đội quân được chỉ huy bởi một tù trưởng Ả Rập, đồng minh của người Ba Tư, sau đó tiếp tục giành chiến thắng trước một đạo quân Sassanid do Shahrbaraz chỉ huy. Heraclius duy trì thế chủ động, mở rộng chiến dịch trong những năm tiếp theo. Ngày 25 tháng 3 năm 624, ông rời Constantinopolis một lần nữa, lần này mang theo vợ Martina và hai người con. Sau khi cử hành lễ Phục sinh tại Nicomedia vào 15 tháng 4, ông tiến quân về Kavkaz, liên tiếp đánh bại Khosrau II cùng các danh tướng Ba Tư là Shahrbaraz, Shahin và Shahraplakan trong một loạt trận chiến tại Armenia. Cùng năm đó, quân Visigoth tái chiếm Cartagena, thủ phủ của tỉnh Spania — vùng lãnh thổ cuối cùng của Đông La Mã trên bán đảo Iberia. Sự kiện này đánh dấu sự chấm dứt hoàn toàn của sự hiện diện Đông La Mã ở Tây Ban Nha, vốn là tàn dư từ cuộc chinh phục của Justinianus I. Năm 626, liên quân Avar và Slav, với sự hỗ trợ của một đạo quân Ba Tư do Shahrbaraz chỉ huy, mở cuộc vây hãm Constantinopolis. Tuy nhiên, nhờ hệ thống tường thành kiên cố và sự tổ chức phòng thủ chặt chẽ, cuộc vây hãm thất bại. Chiến thắng này được quy cho sự che chở của Đức Mẹ Maria, khi các bức thánh tượng của bà được rước quanh tường thành dưới sự hướng dẫn của Thượng phụ Sergius. Cùng thời điểm đó, một đạo quân Ba Tư khác do Shahin chỉ huy bị đánh tan bởi Theodorus, em trai của Heraclius.

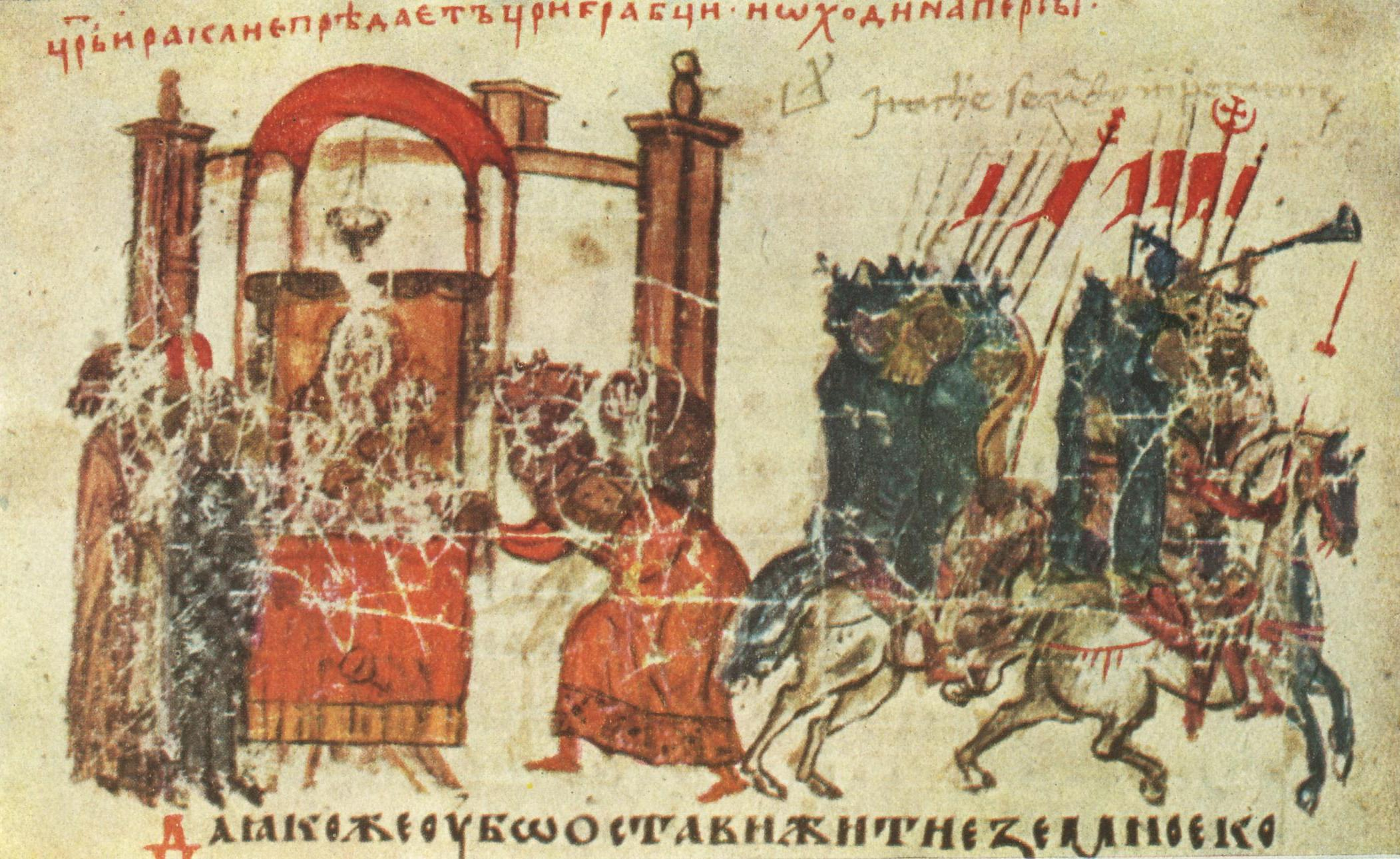
Heraclius (ở giữa) tôn kính thánh tượng Đức Mẹ Maria trước khi xuất chinh đánh Ba Tư. Cảnh trong Biên niên sử Manasses, thế kỷ 12

Khi cục diện chiến tranh nghiêng hẳn về phía Đông La Mã, Heraclius tranh thủ lôi kéo người Tây Đột Quyết — dưới quyền Thống Diệp Hộ Khã hãn — tham gia liên minh chống Ba Tư. Quân Đột Quyết nhanh chóng tiến vào vùng Transcaucasia, trong khi Heraclius khéo léo khai thác mâu thuẫn nội bộ trong triều đình Sassanid để thi hành kế ly gián. Ông thành công thuyết phục tướng Shahrbaraz án binh bất động bằng cách phao tin rằng Khosrau II đang ganh tị và có ý muốn trừ khử ông ta. Cuối năm 627, Heraclius phát động một chiến dịch mùa đông táo bạo, tiến sâu vào Lưỡng Hà. Dù bị quân Đột Quyết đồng minh bỏ rơi, ông vẫn giành thắng lợi quyết định trước quân Ba Tư do tướng Rhahzadh chỉ huy trong trận Nineveh. Tiếp tục tiến xuống phía nam dọc theo sông Tigris, Heraclius cướp phá cung điện xa hoa của Khosrau II tại Dastagird, chỉ bị chặn lại trước Ctesiphon do quân Ba Tư phá hủy các cây cầu trên kênh Nahrawan, ngăn ông tiến xa hơn. Chuỗi thất bại liên tiếp khiến Khosrau II mất đi uy tín và cuối cùng bị chính con trai mình, Kavad II, lật đổ trong một cuộc chính biến cung đình. Ngay sau khi lên ngôi, Kavad II lập tức cầu hòa với Heraclius, chấp nhận từ bỏ toàn bộ lãnh thổ đã chiếm đóng và khôi phục biên giới về nguyên trạng trước chiến tranh. Năm 629, Heraclius long trọng đưa Thập giá Đích thực trở lại Jerusalem, tổ chức một nghi lễ huy hoàng, đánh dấu sự phục hưng của Đông La Mã sau gần ba thập kỷ chiến tranh.
Heraclius xưng danh "Vua của các vị vua" — tước hiệu truyền thống của hoàng đế Ba Tư. Cũng từ năm 629, ông chính thức sử dụng danh xưng Basileus, thuật ngữ Hy Lạp mang nghĩa "chủ quyền tối thượng", thay thế các tước hiệu La Mã cũ như Augustus. Tước hiệu Basileus sau đó trở thành danh hiệu chính thức của các hoàng đế Đông La Mã trong suốt 800 năm tiếp theo. Một số học giả cho rằng quyết định này phản ánh nguồn gốc Armenia của Heraclius.
Chiến thắng của Heraclius trước Đế quốc Sassanid đã chấm dứt gần 400 năm xung đột giữa hai cường quốc, nhưng đồng thời cũng đẩy Ba Tư vào tình trạng hỗn loạn trầm trọng. Kavad II qua đời chỉ vài tháng sau khi lên ngôi, khiến vương triều Sassanid rơi vào vòng xoáy tranh giành quyền lực và nội chiến kéo dài suốt nhiều năm. Trong khoảng thời gian ngắn, ngai vàng liên tục đổi chủ, với các vị vua như Ardashir III, tướng Shahrbaraz (đồng minh của Heraclius), cùng hai công chúa Borandukht và Azarmidokht, con gái của Khosrau II. Phải đến năm 632, khi Yazdegerd III — cháu nội của Khosrau II — lên ngôi, vương triều Sassanid mới tạm thời giành lại sự ổn định. Tuy nhiên, vào thời điểm đó, Đế quốc Sassanid đã kiệt quệ sau nhiều năm chiến tranh và xung đột nội bộ. Đông La Mã cũng không khá hơn—dù giành được thắng lợi nhưng vẫn suy yếu nghiêm trọng. Cả hai đế chế, vốn đã rệu rã sau những thập kỷ xung đột, nhanh chóng bị cuốn vào làn sóng chinh phục của người Ả Rập. Cuối cùng, vào năm 651, Đế quốc Sassanid sụp đổ hoàn toàn trước cuộc chinh phục của người Hồi giáo, đánh dấu hồi kết cho vương triều Ba Tư cổ đại.

## Chiến tranh với người Ả Rập

Các hướng di chuyển của quân Ả Rập và Đông La Mã từ tháng 9 năm 635 đến ngay trước thềm trận Yarmouk

Năm 630, các bộ lạc Ả Rập vùng Hejaz, vốn trước đây chia rẽ và không đủ sức gây ra mối đe dọa quân sự đáng kể đối với Đông La Mã hay Ba Tư, nay đã thống nhất dưới một ngọn cờ. Họ nhanh chóng trở thành một trong những thế lực quân sự mạnh nhất khu vực. Cuộc đụng độ đầu tiên giữa Đông La Mã và quân Ả Rập diễn ra vào tháng 9 năm 629 tại trận Mu'tah. Một toán quân Ả Rập nhỏ tấn công tỉnh Ả Rập của Đông La Mã, nhằm trả đũa vụ một sứ giả bị vua người Ghassanid thân La Mã sát hại. Tuy nhiên, cuộc tấn công này đã bị quân Đông La Mã đẩy lùi. Vì đây là một chiến thắng của Đông La Mã, triều đình Constantinopolis không thấy cần phải điều chỉnh tổ chức quân sự trong khu vực. Thời điểm đó, quân đội Đông La Mã chưa có kinh nghiệm giao tranh trên quy mô lớn với các lực lượng Ả Rập, cũng giống như quân đội Hồi giáo non trẻ ở Hijaz chưa từng đối đầu với đội quân chuyên nghiệp của La Mã. Ngay cả Strategikon của Mauricius, một binh thư quan trọng đề cập đến nhiều kẻ thù khác nhau, cũng không có phần nào mô tả chi tiết về chiến tranh với người Ả Rập. Tuy nhiên, sự cuồng tín — một yếu tố mới xuất hiện sau sự trỗi dậy của Hồi giáo — đã trở thành chìa khóa quan trọng giúp quân Ả Rập giành lợi thế trong các chiến dịch chinh phục chống lại Đông La Mã.
Năm sau, quân Ả Rập mở chiến dịch tấn công vào vùng Arabah, phía nam hồ Tiberias, nhanh chóng chiếm được al-Karak. Các toán quân đột kích khác tiến sâu vào Negev, thậm chí chạm đến Gaza. Đến năm 636, trận Yarmouk diễn ra, kết thúc với một thảm bại nặng nề của quân Đông La Mã, dù họ có lợi thế về quân số. Chỉ trong vòng ba năm sau đó, toàn bộ Levant lại rơi vào tay người Ả Rập. Khi Heraclius qua đời vì bạo bệnh vào ngày 11 tháng 2 năm 641, phần lớn Ai Cập cũng đã thất thủ.

## Di sản
Những vùng lãnh thổ mà Heraclius giành lại từ tay Ba Tư nhanh chóng rơi vào tay người Ả Rập trong các cuộc chinh phục sau đó. Trước tình thế này, ông tiến hành cải tổ quân đội nhằm tăng cường khả năng phòng thủ trước mối đe dọa mới. Nhờ những cải cách này, quân Đông La Mã có thể đẩy lùi các đợt tấn công của người Ả Rập tại Tiểu Á và giữ được Carthage thêm 60 năm, giúp đế quốc có thời gian phục hồi và củng cố sức mạnh. Đến thế kỷ 20, Heraclius vẫn thường được cho là người đã thiết lập chế độ Theme (Quân khu chế), hệ thống tổ chức quân sự và hành chính quan trọng của Đông La Mã. Tuy nhiên, các nghiên cứu hiện đại chỉ ra rằng hệ thống này thực sự hình thành vào những năm 660, dưới triều đại của Konstans II.
Việc tái chiếm các vùng đất phía đông từ tay Ba Tư cũng làm nảy sinh vấn đề cũ về sự thống nhất tôn giáo, xoay quanh bản chất của Chúa Kitô. Phần lớn cư dân trong vùng theo Nhất tính luận, vốn không chấp nhận Công đồng Chalcedon. Để hòa giải xung đột, Heraclius đưa ra học thuyết Nhất chí luận với hy vọng dung hòa các phe phái. Tuy nhiên, học thuyết này bị cả hai bên phản đối và bị xem là dị giáo. Do đó, một số giáo sĩ Kitô giáo thời hậu Heraclius đánh giá ông là một hoàng đế thất bại trong lĩnh vực tôn giáo. Khi các tỉnh theo Nhất tính luận cuối cùng rơi vào tay người Hồi giáo, học thuyết Nhất chí luận cũng không còn lý do tồn tại và dần bị loại bỏ.
Về mặt ngoại giao, Người Croatia và Serbia tại Dalmatia thiết lập quan hệ thân cận với Heraclius. Người Serbia, từng sinh sống một thời gian ngắn tại Macedonia, trở thành chư hầu liên minh (foederati) của Đông La Mã và cải sang Kitô giáo theo yêu cầu của Heraclius (trước năm 626). Ngoài ra, theo đề nghị của ông, Giáo hoàng Gioan IV cử các nhà truyền giáo đến gặp Công tước Porga, nhằm giảng đạo cho người Croatia, khi đó vẫn theo tín ngưỡng truyền thống của người Slav. Bên cạnh các cải cách quân sự và tôn giáo, Heraclius cũng củng cố hệ thống tài chính. Ông thành lập chức vụ sakellarios, một quan chức chuyên giám sát ngân khố, giúp triều đình quản lý tài chính chặt chẽ hơn và đảm bảo nguồn lực cho nhà nước.
Nhà sử học Edward Gibbon, trong tác phẩm Sự suy tàn và sụp đổ của Đế chế La Mã, viết về Heraclius như sau:
Trong số những nhân vật nổi bật của lịch sử, Heraclius là một hình tượng phi thường nhưng cũng đầy mâu thuẫn. Những năm đầu và cuối triều đại, ông hiện lên như một kẻ buông thả trong lạc thú, mê tín và bất lực, chỉ đứng nhìn vận mệnh đế chế lụi tàn. Nhưng nếu buổi sáng và hoàng hôn bị phủ mờ bởi sương mù uể oải, thì giữa trưa lại rực sáng như mặt trời chói lọi: từ một Arcadius trong cung điện, ông đã trở thành một Caesar trên chiến trường; danh dự của La Mã và của chính ông đã được khôi phục lẫy lừng qua sáu chiến dịch phiêu lưu đầy vinh quang [...] Kể từ thời Scipio và Hannibal, chưa từng có ai dám thực hiện một chiến công táo bạo như cuộc viễn chinh giải cứu đế chế mà Heraclius đã hoàn thành.

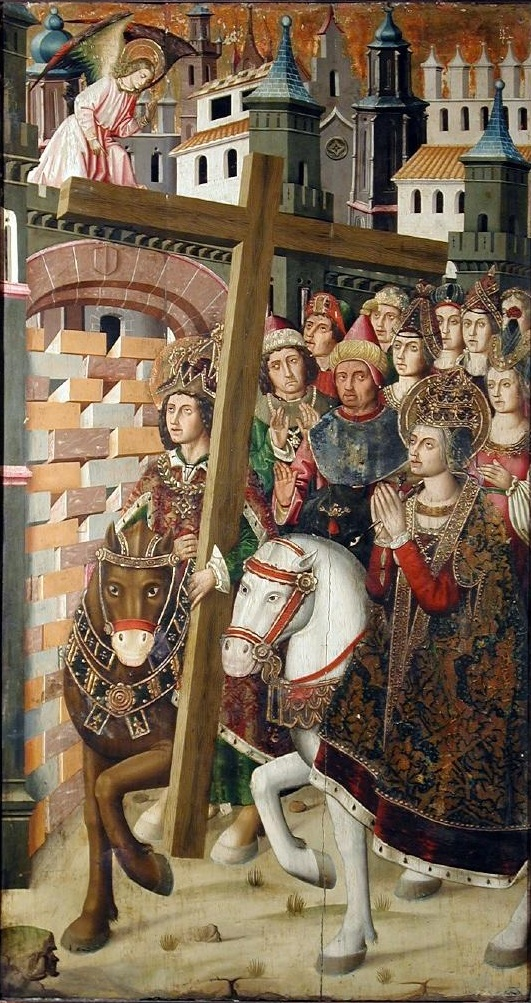
Một bức tranh thế kỷ 15 mô tả Heraclius cưỡi ngựa đưa Thập giá Đích thực trở lại Jerusalem, với sự tháp tùng của Thánh Helena

Theo các nhà sử học Leo Donald Davis và Romilly James Heald Jenkins, một trong những di sản quan trọng nhất của Heraclius là việc chuyển đổi ngôn ngữ hành chính của đế quốc từ tiếng Latinh sang tiếng Hy Lạp. Tuy nhiên, Anthony Kaldellis lập luận rằng Heraclius không ban hành bất kỳ đạo luật nào chính thức hóa tiếng Hy Lạp, mà thực tế, ngôn ngữ này đã được sử dụng rộng rãi trên khắp đế quốc từ lâu.

### Khôi phục Thập giá đích thực
Heraclius được Giáo hội phương Tây tôn vinh vì khôi phục Thập giá Đích thực từ tay người Ba Tư. Trong giai đoạn cuối của cuộc chiến, khi Heraclius tiến gần đến kinh đô Đế quốc Sassanid, Khosrau II hoảng sợ bỏ chạy khỏi cung điện Dastagird, gần Baghdad, mà không hề kháng cự. Cùng lúc đó, một nhóm quý tộc Ba Tư đã giải thoát con trai trưởng của Khosrau, Kavadh II, khỏi lao ngục và đưa ông lên ngôi vào đêm 23–24 tháng 2 năm 628. Tuy nhiên, Kavadh II mắc bệnh nặng và lo lắng cho tương lai của con trai nhỏ Ardeshir, hy vọng Heraclius sẽ bảo vệ cậu bé sau khi ông qua đời. Để bày tỏ thiện chí, ông gửi Thập giá Đích thực cùng một phái viên đến thương lượng hòa bình vào năm 628.
Sau một hành trình dài qua nhiều vùng lãnh thổ, Heraclius long trọng đưa cây Thập giá trở lại Jerusalem vào ngày 21 tháng 3 năm 629 hoặc 630. Đối với các Kitô hữu châu Âu thời Trung Cổ, ông được xem là "hiệp sĩ thập tự đầu tiên". Hình ảnh của ông xuất hiện tại thánh đường Mont-Saint-Michel (k. 1060), sau đó trở nên phổ biến rộng rãi, đặc biệt tại Pháp, bán đảo Ý và Đế quốc La Mã Thần thánh.
Một số học giả đặt nghi vấn về tính xác thực của câu chuyện truyền thống về việc Heraclius khôi phục Thập giá Đích thực. Giáo sư Constantin Zuckerman thậm chí đưa ra giả thuyết rằng Thánh Giá thực sự đã bị thất lạc, và mảnh gỗ được đặt trong thánh tích mà Heraclius mang về Jerusalem năm 629 thực chất chỉ là hàng giả. Theo phân tích của ông, vụ dàn dựng này có thể nhằm phục vụ mục tiêu chính trị của cả Heraclius và tướng Shahrbaraz, người từng là kình địch của ông.

### Cái nhìn của người Hồi giáo về Hoàng đế

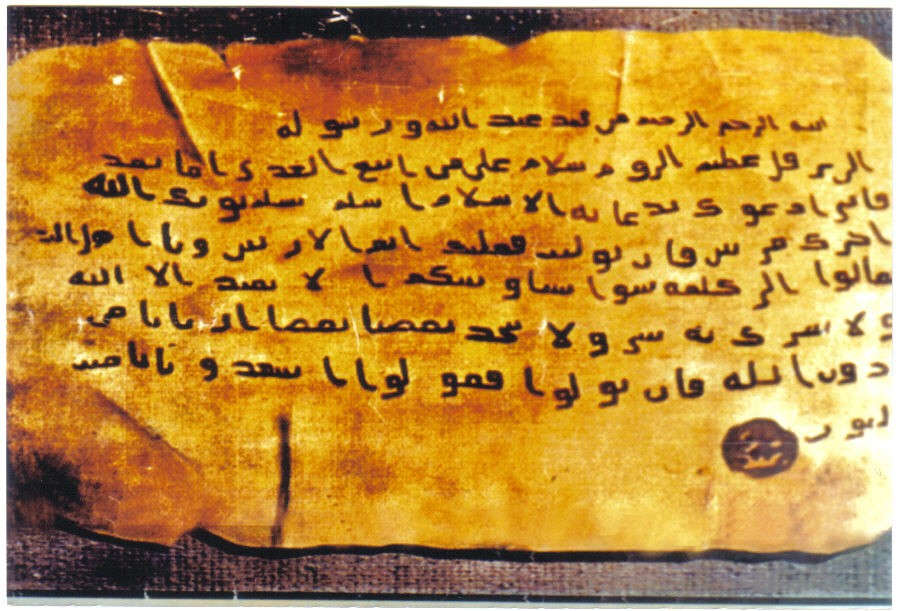
Bản gốc của bức thư được cho là do Muhammad gửi đến Heraclius.

Trong các sử liệu Hồi giáo và Ả Rập thời kỳ đầu, Heraclius là vị hoàng đế Đông La Mã được nhắc đến nhiều nhất, với những ghi chép dài và chi tiết về triều đại của ông. Do trị vì vào thời điểm Hồi giáo ra đời, ông xuất hiện thường xuyên trong văn học Ả Rập, bao gồm cả hadith và sira. Heraclius cũng được đề cập gián tiếp trong Surah Ar-Rum của Kinh Qur'an, nơi có lời tiên tri về chiến thắng của Đông La Mã trước Đế quốc Sassanid trong chiến tranh La Mã-Ba Tư. Trong các câu 3 và 4, cộng đồng Hồi giáo được hứa hẹn rằng quân Đông La Mã sẽ lật ngược thất bại của họ và giành lại Jerusalem "trong vài năm nữa":
30:2 Chắc chắn, người La Mã đã thất bại. 3 Ở vùng đất gần nhất, sau khi thất bại, họ lại vùng lên và lại giành chiến thắng 4 Trong vòng một vài năm. Với lời phán của Chúa Trời, nằm trong lời tiên tri đầu tiên lẫn thứ hai. Vào ngày đó, các tín đồ sẽ vui mừng 5 trong chiến thắng của mình, Thượng đế đã trao chiến thắng cho bất kỳ người nào Ngài muốn. Ngài là Đấng Toàn Năng, từ bi nhất.

Trong truyền thống Hồi giáo, Heraclius được xem là một vị hoàng đế công minh, sùng đạo, và thậm chí có tiếp xúc trực tiếp với các lực lượng Hồi giáo đang trỗi dậy. Học giả thế kỷ 14, Ibn Kathir (mất năm 1373), còn ca ngợi ông là "một trong những vị vua thông thái nhất, quyết đoán, sâu sắc và có tầm nhìn xa", đồng thời nhấn mạnh rằng ông cai trị người La Mã với sự lãnh đạo tài tình và đầy uy nghiêm. Một số nhà sử học như Nadia Maria El-Cheikh và Lawrence Conrad nhận xét rằng các ghi chép Hồi giáo thậm chí còn tuyên bố rằng Heraclius đã công nhận Hồi giáo là chân lý và Muhammad là nhà tiên tri thực sự, bằng cách so sánh đạo Hồi với Kitô giáo.
Các sử gia Hồi giáo thường dẫn một bức thư được cho là Heraclius gửi Muhammad, trong đó ông viết: "Ta đã nhận được thư của ngươi cùng với sứ giả, và ta chứng thực rằng ngươi là sứ giả của Thượng Đế, người đã được tiên báo trong Kinh Tân Ước. Giê-su, con trai của Mary, đã báo trước về ngươi." Theo các nguồn Hồi giáo mà El-Cheikh trích dẫn, Heraclius thậm chí còn cố gắng cải đạo giới quý tộc Đông La Mã sang Hồi giáo, nhưng bị phản đối quá mạnh mẽ, khiến ông phải rút lại lời nói và tuyên bố rằng mình chỉ thử thách đức tin Kitô giáo của họ. Tuy nhiên, El-Cheikh lưu ý rằng những ghi chép này không đóng góp nhiều vào hiểu biết lịch sử về Heraclius, mà thay vào đó, chúng là một phần trong thông điệp thần học của Hồi giáo, nhằm củng cố tính chính danh của Muhammad với tư cách một nhà tiên tri.
Hầu hết các sử gia phương Tây coi những ghi chép này là thiên lệch và có tính tuyên truyền, không mang nhiều giá trị lịch sử thực tế. Họ cũng lập luận rằng, nếu Muhammad có thực sự cử sứ giả đến gặp Heraclius, thì những người này không thể nào được diện kiến hoàng đế hay nhận bất kỳ sự công nhận chính thức nào. Theo Walter Kaegi, không có bằng chứng nào ngoài các nguồn Hồi giáo cho thấy Heraclius từng nghe đến Hồi giáo. Ông cũng cho rằng Heraclius và các cố vấn của mình có thể đã xem người Hồi giáo như một giáo phái Do Thái đặc biệt, thay vì một tôn giáo độc lập.

## Gia quyến

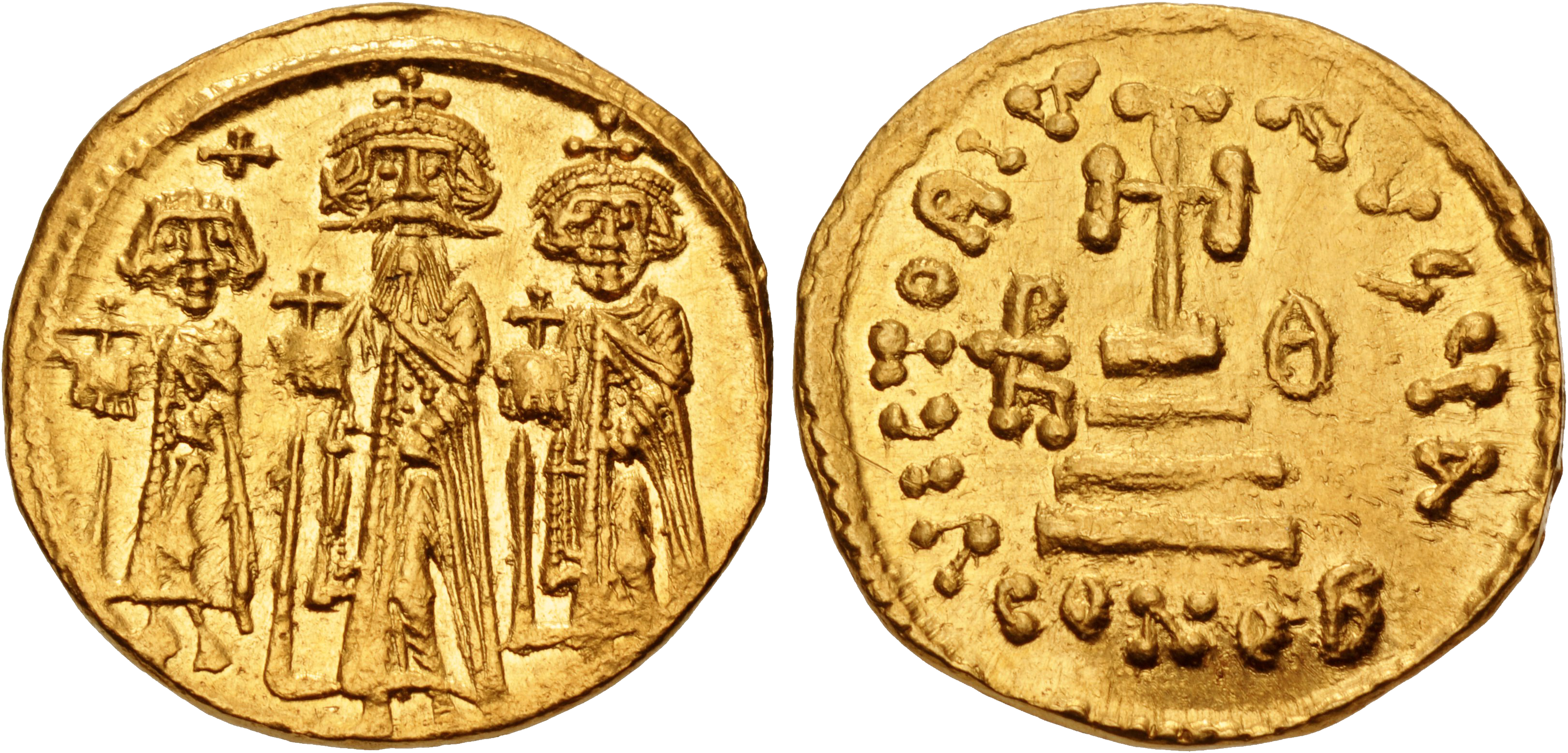
Đồng solidus khắc hình Heraclius (râu dài) những năm cuối đời, đứng giữa hai con Konstantinos Herakleios và Heraklonas

Heraclius kết hôn hai lần: lần đầu với Fabia Eudokia, con gái của Rogatus, và lần thứ hai với Martina, cháu gái của ông. Ông có hai người con với Fabia — Eudoxia Epiphania và Hoàng đế Konstantinos Herakleios — cùng ít nhất chín người con với Martina, nhiều người trong số họ mắc bệnh tật bẩm sinh. Trong số các con của Martina, ít nhất hai người bị khuyết tật bẩm sinh, điều mà dân chúng coi là hình phạt thần thánh vì cuộc hôn nhân cận huyết của Heraclius. Fabius bị liệt cổ, trong khi Theodosius bị câm điếc. Sau này, Theodosius kết hôn với Nike, con gái của tướng Ba Tư Shahrbaraz, hoặc có thể là con gái của Niketas, anh họ của Heraclius.
Hai người con trai của Heraclius sau này đều trở thành hoàng đế: Konstantinos Herakleios (con với Fabia Eudokia), Heraclius (Heraklonas) (con với Martina). Konstantinos được phong đồng hoàng đế (Augustus) vào ngày 22 tháng 1 năm 613, khi mới 8 tháng tuổi. Trong khi đó, Heraklonas được phong Caesar vào ngày 1 tháng 1 năm 632, lúc 6 tuổi, và sau đó lên ngôi Augustus vào ngày 4 tháng 7 năm 638. Cả hai cùng nhau trị vì trong vài tháng năm 641, nhưng cuối cùng bị lật đổ, và quyền lực rơi vào tay Konstans II, con trai của Konstantinos Herakleios, vào cuối năm đó.
Ngoài ra, Heraclius còn có ít nhất một người con ngoài giá thú, Ioannes Athalarichos, người từng tham gia âm mưu lật đổ cha mình cùng với anh họ là magister Theodoros và quý tộc Armenia David Saharuni. Khi phát hiện ra âm mưu này, Heraclius ra lệnh cắt mũi và tay của Athalarichos, rồi đày ông ta đến đảo Prinkipo, thuộc quần đảo Hoàng tử trên eo biển Bosporus. Theodoros cũng chịu hình phạt tương tự, nhưng bị đày đến Gaudomelete (có thể là đảo Gozo ngày nay) và còn bị cắt thêm một chân.
Những năm cuối đời của Heraclius, triều đình bị chia rẽ giữa hai phe: phe ủng hộ Konstantinos Herakleios và phe của Martina, người cố gắng đưa Heraklonas lên ngai vàng. Khi Heraclius qua đời, ông chia sẻ quyền cai trị đế quốc giữa Konstantinos Herakleios và Heraklonas, với Martina giữ vai trò hoàng hậu nhiếp chính.